# العلاقات التشيكية البلغارية
العلاقات التشيكية البلغارية هي العلاقات الثنائية التي تجمع بين التشيك وبلغاريا.

## مقارنة بين البلدين
هذه مقارنة عامة ومرجعية للدولتين:
| وجه المقارنة                                              | التشيك                                                                            | بلغاريا                                                                             |
| --------------------------------------------------------- | --------------------------------------------------------------------------------- | ----------------------------------------------------------------------------------- |
| المساحة (كم2)                                             | 78.87 ألف                                                                         | 110.99 ألف                                                                          |
| عدد السكان (نسمة)                                         | 10.52 مليون                                                                       | 7.08 مليون                                                                          |
| الكثافة السكانية (ن./كم²)                                 | 133.38                                                                            | 63.79                                                                               |
| العاصمة                                                   | براغ                                                                              | صوفيا                                                                               |
| اللغة الرسمية                                             | اللغة التشيكية                                                                    | اللغة البلغارية                                                                     |
| العملة                                                    | كرونة تشيكية، كرونة تشيكوسلوفاكية                                                 | ليف بلغاري                                                                          |
| الناتج المحلي الإجمالي (بليون دولار)                      | 215.73 مليار                                                                      | 56.83 مليار                                                                         |
| الناتج المحلي الإجمالي (تعادل القوة الشرائية) بليون دولار | 356.15 مليار                                                                      | 130.99 مليار                                                                        |
| الناتج المحلي الإجمالي الاسمي للفرد دولار أمريكي          | 17.55 ألف                                                                         | 8.03 ألف                                                                            |
| الناتج المحلي الإجمالي للفرد دولار أمريكي                 | 31.19 ألف                                                                         | 17.21 ألف                                                                           |
| مؤشر التنمية البشرية                                      | 0.878                                                                             | 0.782                                                                               |
| رمز المكالمات الدولي                                      | +420                                                                              | +359                                                                                |
| رمز الإنترنت                                              | .cz                                                                               | .bg، .бг ‏                                                                           |
| المنطقة الزمنية                                           | ت ع م+01:00، ت ع م+02:00، توقيت وسط أوروبا، توقيت وسط أوروبا الصيفي، أوروبا/براغ ‏ | ت ع م+02:00، ت ع م+03:00، أوروبا/صوفيا ‏، توقيت شرق أوروبا، توقيت شرق أوروبا الصيفي ‏ |

## مدن متوأمة
في ما يلي قائمة باتفاقيات التوأمة بين مدن تشيكية وبلغارية:
- ترتبط باردوبيتسه مع برنيك باتفاقية توأمة منذ 1 أكتوبر 1991.[16][17][18][19]
- ترتبط منيلنيك مع ميلنيك باتفاقية توأمة.
- ترتبط براغ مع صوفيا باتفاقية توأمة منذ 1967.
- ترتبط سوشيتسا مع تريافنا باتفاقية توأمة.
- ترتبط برنو مع بلوفديف باتفاقية توأمة منذ 1973.
- ترتبط Vysoké Mýto [الإنجليزية]‏ مع فارنا باتفاقية توأمة.

## منظمات دولية مشتركة
يشترك البلدان في عضوية مجموعة من المنظمات الدولية، منها:
| علم المنظمة | اسم المنظمة                               | تاريخ انضمام التشيك | تاريخ انضمام بلغاريا |
| ----------- | ----------------------------------------- | ------------------- | -------------------- |
|             | المنظمة الأوروبية لسلامة الملاحة الجوية   | 1996                | 1997                 |
|             | منظمة الشرطة الجنائية الدولية             | ?                   | ?                    |
|             | الاتحاد البريدي العالمي                   | ?                   | ?                    |
|             | مركز تنسيق الحركة في أوروبا ‏              | ?                   | ?                    |
|             | حلف شمال الأطلسي                          | 12 مارس 1999        | 29 مارس 2004         |
|             | منظمة التجارة العالمية                    | ?                   | 1 ديسمبر 1996        |
|             | الفريق المعني برصد الأرض                  | ?                   | ?                    |
|             | مجموعة الموردين النوويين                  | ?                   | ?                    |
|             | اتفاقية السماوات المفتوحة                 | ?                   | ?                    |
|             | منظمة الأمن والتعاون في أوروبا            | 1993                | 25 يونيو 1973        |
|             | مؤسسة التمويل الدولية                     | 1993                | 22 يوليو 1991        |
|             | مجلس أوروبا                               | ?                   | 7 مايو 1992          |
|             | منظمة حظر الأسلحة الكيميائية              | ?                   | ?                    |
|             | الأمم المتحدة                             | 19 يناير 1993       | 14 ديسمبر 1955       |
|             | الاتحاد الدولي للاتصالات                  | 1993                | 18 سبتمبر 1880       |
|             | الاتحاد الأوروبي                          | 1 مايو 2004         | 2007                 |
|             | البنك الدولي للإنشاء والتعمير             | 1993                | 25 سبتمبر 1990       |
|             | مجموعة أستراليا                           | 1994                | 2001                 |
|             | المركز الدولي لتسوية المنازعات الاستشارية | 22 أبريل 1993       | 13 مايو 2001         |
|             | وكالة ضمان الاستثمار متعدد الأطراف        | 1993                | 23 سبتمبر 1992       |
|             | نظام تحكم تكنولوجيا القذائف               | 1998                | 2004                 |
|             | يونسكو                                    | 22 فبراير 1993      | 17 مايو 1956         |

## وصلات خارجية
- موقع وزارة الخارجية التشيكية
- موقع وزارة الخارجية البلغارية